# Rhodostrophia staudingeri
Rhodostrophia staudingeri är en fjärilsart som beskrevs av Alphéraky 1882. Rhodostrophia staudingeri ingår i släktet Rhodostrophia och familjen mätare. Inga underarter finns listade.